# Kościół św. Jadwigi w Dobroszycach
Kościół świętej Jadwigi – rzymskokatolicki kościół parafialny należący do dekanatu Oleśnica zachód archidiecezji wrocławskiej. 
Świątynia została zbudowana w stylu neogotyckim w latach 1894-1895. W 1896 roku przy kościele została reaktywowana parafia rzymskokatolicka. Do II wojny światowej duszpasterstwo przy świątyni prowadzili bracia szkolni. Po 1945 roku świątynię przejęli księża Salwatorianie, którzy prowadzą duszpasterstwo do dziś.
Kościół został wzniesiony jako kaplica sierocińca fundacji „Amalienstift" powołanej przez księżną Amalię von Dyherrn–Czetritz (obecnie jest to Specjalny Ośrodek Szkolno-Wychowawczy Caritas Archidiecezji Wrocławskiej). Kościół posiada wyraźnie wyodrębniony transept.
Budowla posiada takie detale architektoniczne jak: laskowanie, rozety okienne, sterczynę, fryz arkadowy, okap frontowy, portal, nawę poprzeczną i nawę główną
W świątyni znajdują się organy 16-głosowe wykonane pod koniec XIX wieku i posiadają pneumatyczne: trakturę gry i trakturę rejestrów